# 大石浩二
大石 浩二（おおいし こうじ、本名同じ、1982年7月14日 - ）は、熊本県出身の日本の漫画家。東京都西東京市在住。

## 経歴
週刊少年ジャンプ編集部のスカウトキャラバンに原稿を持ち込んだ。それをきっかけで『週刊少年ジャンプ』（集英社）2004年24号に読切「兄弟仁義」が『HUNTER×HUNTER』の代原として掲載され、漫画家デビュー。以後、代原を中心に作品を発表して行き、2005年度金未来杯に読切「バカ in the CITY!!」で参加。2006年、これをプロトタイプとした『メゾン・ド・ペンギン』で連載デビューを飾る。2007年に同作の連載終了後、『ジャンプSQ』（集英社）創刊に伴い執筆作家や編集部の裏側を描いた『プロジェクトSQ』を短期連載。
2008年、『いぬまるだしっ』を連載開始。2010年7月、椎間板ヘルニアを発症し、週刊連載中にもかかわらず一時緊急入院をするという事態に陥った。そのため、同年36・37号合併号では「緊急入院」をネタにしたストーリーを展開し、また作画もアシスタントが大半を担当した。『赤マルジャンプ』（集英社）にてコラボレーションを行った縁から『バクマン。』に本人役で登場し、同作テレビアニメ第2期第1話では、本人役で声も担当した。2012年27号に『いぬまるだしっ』の連載を完結する。
2014年10月には電子書籍限定で集英社より『中2神アッテーナ〜大石浩二短編集〜』を出版した。紙媒体に掲載された作品が電子書籍限定で販売されるのはジャンプ史上初。
2024年4月13日、SNS上でタレント・シンガーソングライターの山口めろんとの結婚を発表。

## 人物
血液型はB型。好きな国技は相撲である。趣味は大相撲中継の録画。また、ファンシーなキャラクターの雑貨を好んでいる。
作風は自虐的かつシュールなギャグ、下ネタ、時事ネタや他作品のパロディなどが特徴。動物や子供などファンシー風なキャラクターとのギャップを狙ったギャグも多い。初の連載作品であった『メゾン・ド・ペンギン』は、ジャンプでは珍しく4コマ漫画形式、或いは1ページ形式で、オムニバスギャグ漫画を展開した。
「兄弟仁義」、「メゾン・ド・ペンギン」のネタの一部は、2004年ごろに自身のサイトで公開していたウェブコミックのネタからの転用である。
坂本裕次郎、岩代俊明など『週刊少年ジャンプ』の他作家と交流がある。また内水融とは作者コメントで掛け合いを見せ、内水の漫画『アスクレピオス』が打ち切りに終わった後も単行本発売時にコメントで宣伝を行った。『黒子のバスケ』（藤巻忠俊）の完結打ち上げ会では幹事を務め、久保帯人・麻生周一らが参加した。

## 作品リスト
- 凡例
  - 太字は連載作品
  - 〈掲載誌〉WJ：週刊少年ジャンプ / 赤マル ：赤マルジャンプ / REVO：ジャンプ the REVOLUTION! / NEXT ：少年ジャンプNEXT! /YJ：週刊ヤングジャンプ / SQ：ジャンプSQ /  LIVE：ジャンプLIVE / VS：ジャンプVS / +：少年ジャンプ+（いずれも集英社）
  - 〈収録〉P:メゾン・ド・ペンギン / I:いぬまるだしっ / 短:中2神アッテーナ〜大石浩二短編集〜

|  | 連載作品 |  | 読切作品 |

| タイトル                                                    | 種   | 掲載誌                                                    | 収           | 備考                                                  |
| ----------------------------------------------------------- | ---- | --------------------------------------------------------- | ------------ | ----------------------------------------------------- |
| 兄弟仁義                                                    | 読切 | WJ 2004年24号                                             |              | デビュー作                                            |
| HIP☆HOP☆POP                                                 | 読切 | WJ 2004年26号                                             |              |                                                       |
| 星十二学暴                                                  | 読切 | WJ 2004年31号                                             |              |                                                       |
| 大石浩二を1匹見かけたら30匹はいると思え!                    | 読切 | 赤マル2004 SUMMER                                         |              |                                                       |
| 大石浩二ってアレでしょ? 尿検査でいっつも引っかかる人でしょ? | 読切 | GAG 2005                                                  |              |                                                       |
| モグリ陰陽師SAYMAY!                                         | 読切 | WJ 2005年7号                                              | P 1 - 3巻    | ポンセ前田「おれたちのバカ殿」と同時掲載              |
| バカ in the CITY!!                                          | 読切 | WJ 2005年39号                                             |              | 『メゾン・ド・ペンギン』の前身 金未来杯エントリー作品 |
| 『ロックミュージカルブリーチ』感激記                        | 読切 | REVO                                                      |              |                                                       |
| メゾン・ド・ペンギン                                        | 連載 | WJ 2006年11号 - 2007年24号                                | P            |                                                       |
| メゾン・ド・P2!                                             | 読切 | 赤マル2007 SPRING                                         |              | 江尻立真との合作                                      |
| プロジェクトSQ                                              | 連載 | 2007年44号 - 48号                                         |              | 新創刊『SQ』の作家・編集部を取材したルポ漫画          |
| 『洞爺湖サミット2008』挿絵・4コマ                           | 読切 | 赤マル2008 SPRING                                         | 『銀魂』25巻 | 『銀魂』の将来を空知・編集者・大石が討論した企画      |
| メイド in Cat 〜あなたネコにする?それともメイド?〜          | 読切 | WJ 2008年31号                                             | I 2巻        |                                                       |
| いぬまるだしっ                                              | 連載 | WJ 2008年39号 - 2012年27号                                | I 短 ⇒       | 代表作 ⇒WJ 2013年36号掲載の番外編のみ                 |
| シルバー･ニア･ファミリー                                    | 読切 | SQ 2010年7月号                                            | I 6巻        |                                                       |
| 信魂さんいらっしゃい                                        | 読切 | WJ 2011年5・6合併号                                       | I 7巻        |                                                       |
| 中2神アッテーナ                                             | 連載 | YJ 2012年45号 - 47号                                      | 短           |                                                       |
| 最強番長アヤメちゃん                                        | 読切 | 最強2013年1月号                                           | 短           |                                                       |
| 氷上布武                                                    | 読切 | WJ 2013年6･7合併号                                        | 短           |                                                       |
| 森ガール久美子ちゃん                                        | 読切 | VS 2013年3月号                                            |              |                                                       |
| 天才編集者周平 ミニキャッパー周平〜周平編集記〜             | 連載 | LIVE 2号                                                  | 短           |                                                       |
| 未来への跳躍〜長浜洋次郎物語〜                              | 読切 | WJ 2014年22・23合併号                                     | 短           |                                                       |
| トマトイプーのリコピン                                      | 連載 | WJ 2017年45号 - 2018年26号 + 2018年7月9日 - 2025年3月10日 |              | 2017年4・5号に読切掲載                                |
| 動機不純勢                                                  | 読切 | + 2023年12月18日                                          |              |                                                       |

## 関連人物
アシスタント
- 濱田浩輔 - 『メゾン・ド・ペンギン』・『いぬまるだしっ』連載時代[11]。
- 平方昌宏 - 『いぬまるだしっ』連載時代[12]。
- 芝田優作 - 『いぬまるだしっ』連載時代[12]。
- 杉江翼 - 『いぬまるだしっ』連載時代。『少年ジャンプ+』（集英社）にて、2015年より『天神-TENJIN-』を連載中[13]。